# Hotel López de Haro
El Hotel López de Haro fue un hotel de cinco estrellas situado en la calle Obispo Orueta de la villa de Bilbao, en pleno centro de la ciudad, próximo a la Alameda de Mazarredo y al puente Zubizuri.

## Historia
Abierto en 1990 tras la completa renovación de un edificio histórico, fue anteriormente sede del conocido diario local El Hierro. El López de Haro se consolidó como un hotel de cinco estrellas de la ciudad, convirtiéndose en referencia de personalidades, altos ejecutivos y organizadores de eventos.
Frank Gehry eligió el hotel como base de sus operaciones para el diseño y desarrollo del Museo Guggenheim Bilbao.

### Cese como hotel y conversión en apartamentos de lujo
El 23 de septiembre de 2022 se anunció que el hotel López de Haro reabriría sus puertas en septiembre de 2023 como hotel boutique de lujo de mano de la cadena Marriott. El local de la familia Anasagasti permaneció cerrado desde el inicio de la pandemia de COVID-19 en 2020. El hotel sería sometido a una renovación integral. El 30 de junio de 2024 se informó que el López de Haro dejaría de ser hotel para albergar apartamentos de lujo.

## Comunicaciones
- Estaciones de Abando y Moyua del metro de Bilbao.
- Estación de Uribitarte del tranvía de Bilbao.